# Плавна (Неготин)
Плавна је насеље у Србији у општини Неготин у Борском округу. Према попису из 2022. у насељу је било 567 становника (према попису из 2011. било је 886 становника, према попису из 2002. било је 953 становника a према попису из 1991. било је 1127 становника).

## Положај села
Плавна је сточарско-ратарско сеоско насеље разбијеног типа удаљено 28 километара севернозападно од Неготина. Смештено је на просечно 360 метара надморске висине, на долинским странама реке Замне, с обе стране магистралног пута Неготин-Мајданпек. Северна географска ширина насеља је 44° 17’ 41”, источна географска дужина 22° 15’ 41”, а површина атара 5.764 хектара. До овог насеља се може стићи директним асфалтним путем идући од Неготина према Мајданпеку.
Село је планинско, пошто је у извориштима реке Зимне и њене притоке Медвеђе, које извиру на Дели Јовану и његовим огранцима. Већи део атара чине брда и косице а у јужном крају је заравњена површ где су најбоље ливаде и гајеви. Земљишни називи су: Мали Мироч, Црни Поток, Пештера, Попадија, Дрењар (Корнет), Медвеђа, Медвећко Поље, Фериџе, Топољар (Броскари), Медвеђе Брдо (Ђал Урсула), Суваја, Дупађал, Замна, Страна и Страчево Брдо. Општинске шуме су на местима: Голи Врх, Црни Врх и Мироч а утрина је Велики Дрењар (Корнет Маре), који је веома кршевит и цео под великим и дубоким вртачама.

## Историја
Остаци старина у атару насеља упућују на ранију насељеност (зидине старог утврђења, гробље непознате старости и друго). Први пут се помиње у турским пописима 1530. године као насеље са 20 кућа. По предању, основано је почетком 18. века.
Кроз свој историјски развој имало је различиту насељеност (1783. 70 кућа, 1846. 157 кућа, а 1866. године 186 кућа).
Први пут се помиње 1783. и 1784. године. Тада је имало „око 70 влашких и српских кућа“. Године 1807. забележено је као Плавна: Станко кнез, а 1811. године село Плавна. Године 1924. Плавна је имала 320 кућа.
Данашње насеље обједињује више крајева: Центар, Турију, Попадију, Дугачко поље (Појана лунга), Замну и Циганско гробље.
По предању, најстарије фамилије у насељу некада су биле: Адамоњи, Савоњи, Цикулани (Цикуловићи), Новакоњи (Новаковићи), Баћичи, Миленкоњи, Степановићи, Фикоњи (Траиловићи), Стараиновићи, Васиљевићи и Буљиге - између два светска рата укупно 40 кућа (слава св. Јован) и Здравкоњи (Ликићи), Младеновићи, Кукуљани, Пидаревићи и Пандурешти - између два светска рата укупно 30 кућа (слава Свети Арханђео), као и Његоидешти или Његојевићи - између два светска рата укупно 15 кућа (слава Велика Госпојина). Остале фамилије биле су: Пичитуловићи, Мркоњи (Мркоњићи), Микуљешти, Гицоњи, Судоњи, Луцулоњи, Филиџани и Степановићи - као једна фамилија са 46 кућа (слава Свети Никола), Барбуловићи, Богдановићи, Вацићи, Пуцулешти, Журкоњи, Милицани, Петрујкићи, Шегете и Репеџићи - као једна фамилија са 30 кућа (слава Петковица), Војиновићи, Моњићи, Пацићи, Маринкоњи, Брндушани, Крецоешти и Белешти - као једна фамилија са 40 кућа (слава Свети Алимпије), Мертићи (слава Петковица), Ницулешти (слава Петковица), Војиновићи и Бађићи (слава Митровдан), Соколани (слава Петковица), Бађићи (слава Митровдан), Новчићи (слава Митровдан), Чергани (Димитријевићи), Танасојкићи и Матејићи (слава Спасовдан), Точакоњи (слава Свети Арханђео), Видићи (слава Митровдан), Рошулани (слава Свети Арханђео), Коловићи (слава Свети Алимпије), Чокоњари (Матејићи) (слава Митровдан), Николићи (слава Свети Никола), Ђорђевићи (слава Свети Ђорђе), Мосори (слава Свети Никола), Србу (слава Велика Госпојина), Илићи (слава Петковица), Јовановићи (слава Петковица), Ружићи (слава Петковица), Трајковићи (слава Свети Никола), Стевановићи (слава Свети Никола), Јекићи (слава Петковица), Драгинешти (слава Петковица) и Маринковићи (слава Свети Арханђео). Заветина насеља је недеља после Свете Тројице.
Православни храм посвећен Светој Тројици, чији дан је и црквена слава, подигнут је у насељу 1857. године.
Становништво Плавне је православно, приликом пописа национално се изјашњава као српско, док је антропогеографским и етнолошким изучавањима сврстано у влашка насеља.
Плавна је 1921. године имала 320 кућа и 1.549 становника, 1948. 417 кућа и 1.852 становника, а 2002. године 344 кућа и 951 становника. Године 2007. на привременом раду у иностранству из овог насеља је 148 становника (углавном у Аустрији и Словенији).
Основна школа у насељу је основана 1870. (обновљена 1935) године. Школска зграда у делу насеља који се назива Центар подигнута је 1906. године, а подручно одељење школе, у делу насеља Турија, 1952/1953. године (одељење почело са радом 1959. године). Школске 2006/2007. године школа у Центру је имала 30, а школа у Турији 6 ученика.
Земљорадничка задруга у Плавни је основана 1945. године, Дом културе направљен 1949/1950. године (реновиран 1986. године), електричну расвету насеље добија 1962/1963. године, асфалтни пут 1971. године, водовод 1973/1974. године, а телефонске везе са светом 2003. године.

## Демографија
Према последњем попису из 2022. године у Плавни је живело 567 становника што је за 319 мање у односу на 2011. када је на попису било 886 становника. У насељу живи 488 пунолетних становника, а просечна старост становништва износи 50,05 година (48,63 код мушкараца и 51,55 код жена).
Према подацима пописа из 2022. у насељу има 213 домаћинства, а просечан број чланова по домаћинству је 2,66 а према истом попису у насељу има 442 стамбених јединица од којих је 252 насељених.
Ово насеље је углавном насељено Србима (према попису из 2002. године).
|  |

| Демографија | Демографија | Демографија |
| Година      | Становника  | Становника  |
| ----------- | ----------- | ----------- |
| 1948.       | 1.852       |             |
| 1953.       | 1.866       |             |
| 1961.       | 1.804       |             |
| 1971.       | 1.641       |             |
| 1981.       | 1.466       |             |
| 1991.       | 1.127       | 1.082       |
| 2002.       | 953         | 1.087       |
| 2011.       | 886         |             |
| 2022.       | 567         |             |

| Етнички састав према попису из 2002.‍ | Етнички састав према попису из 2002.‍ | Етнички састав према попису из 2002.‍ | Етнички састав према попису из 2002.‍ | Етнички састав према попису из 2002.‍ |
| ------------------------------------ | ------------------------------------ | ------------------------------------ | ------------------------------------ | ------------------------------------ |
|                                      |                                      |                                      |                                      |                                      |
| Срби                                 | Срби                                 |                                      | 710                                  | 74,50%                               |
| Власи                                | Власи                                |                                      | 188                                  | 19,72%                               |
| Југословени                          | Југословени                          |                                      | 6                                    | 0,62%                                |
| Румуни                               | Румуни                               |                                      | 4                                    | 0,41%                                |
| Хрвати                               | Хрвати                               |                                      | 1                                    | 0,10%                                |
| непознато                            | непознато                            |                                      | 10                                   | 1,04%                                |

| \| \| м \| \| \| ж \| \| ? \| 5 \| \| \| 5 \| \| 80+ \| 15 \| \| \| 25 \| \| 75—79 \| 16 \| \| \| 29 \| \| 70—74 \| 23 \| \| \| 29 \| \| 65—69 \| 26 \| \| \| 43 \| \| 60—64 \| 42 \| \| \| 45 \| \| 55—59 \| 46 \| \| \| 28 \| \| 50—54 \| 30 \| \| \| 41 \| \| 45—49 \| 28 \| \| \| 34 \| \| 40—44 \| 24 \| \| \| 18 \| \| 35—39 \| 20 \| \| \| 23 \| \| 30—34 \| 38 \| \| \| 22 \| \| 25—29 \| 29 \| \| \| 25 \| \| 20—24 \| 36 \| \| \| 24 \| \| 15—19 \| 25 \| \| \| 34 \| \| 10—14 \| 24 \| \| \| 29 \| \| 5—9 \| 21 \| \| \| 18 \| \| 0—4 \| 13 \| \| \| 20 \| \| Просек : \| 43,1 \| \| \| 45,7 \| |      |  |  |      |
| |      |  |  |      |
| | м    |  |  | ж    |
| ? | 5    |  |  | 5    |
| 80+ | 15   |  |  | 25   |
| 75—79 | 16   |  |  | 29   |
| 70—74 | 23   |  |  | 29   |
| 65—69 | 26   |  |  | 43   |
| 60—64 | 42   |  |  | 45   |
| 55—59 | 46   |  |  | 28   |
| 50—54 | 30   |  |  | 41   |
| 45—49 | 28   |  |  | 34   |
| 40—44 | 24   |  |  | 18   |
| 35—39 | 20   |  |  | 23   |
| 30—34 | 38   |  |  | 22   |
| 25—29 | 29   |  |  | 25   |
| 20—24 | 36   |  |  | 24   |
| 15—19 | 25   |  |  | 34   |
| 10—14 | 24   |  |  | 29   |
| 5—9 | 21   |  |  | 18   |
| 0—4 | 13   |  |  | 20   |
| Просек : | 43,1 |  |  | 45,7 |

| Година пописа     | 1948. | 1953. | 1961. | 1971. | 1981. | 1991. | 2002. |
| ----------------- | ----- | ----- | ----- | ----- | ----- | ----- | ----- |
| Број домаћинстава | 417   | 426   | 441   | 424   | 397   | 319   | 282   |

| Број чланова      | 1  | 2  | 3  | 4  | 5  | 6  | 7  | 8 | 9 | 10 и више | Просек |
| ----------------- | -- | -- | -- | -- | -- | -- | -- | - | - | --------- | ------ |
| Број домаћинстава | 54 | 59 | 52 | 36 | 32 | 28 | 16 | 4 | 1 | 0         | 3,38   |

| Пол    | Укупно | Неожењен/Неудата | Ожењен/Удата | Удовац/Удовица | Разведен/Разведена | Непознато |
| ------ | ------ | ---------------- | ------------ | -------------- | ------------------ | --------- |
| Мушки  | 403    | 124              | 235          | 28             | 16                 | 0         |
| Женски | 425    | 86               | 227          | 99             | 12                 | 1         |
| УКУПНО | 828    | 210              | 462          | 127            | 28                 | 1         |

| Пол    | Укупно                    | Пољопривреда, лов и шумарство | Рибарство                            | Вађење руде и камена | Прерађивачка индустрија       |
| ------ | ------------------------- | ----------------------------- | ------------------------------------ | -------------------- | ----------------------------- |
| Мушки  | 278                       | 238                           | 0                                    | 3                    | 9                             |
| Женски | 241                       | 220                           | 0                                    | 0                    | 6                             |
| Укупно | 519                       | 458                           | 0                                    | 3                    | 15                            |
|        |                           |                               |                                      |                      |                               |
| Пол    | Производња и снабдевање   | Грађевинарство                | Трговина                             | Хотели и ресторани   | Саобраћај, складиштење и везе |
| Мушки  | 1                         | 4                             | 5                                    | 0                    | 7                             |
| Женски | 0                         | 0                             | 2                                    | 2                    | 0                             |
| Укупно | 1                         | 4                             | 7                                    | 2                    | 7                             |
|        |                           |                               |                                      |                      |                               |
| Пол    | Финансијско посредовање   | Некретнине                    | Државна управа и одбрана             | Образовање           | Здравствени и социјални рад   |
| Мушки  | 0                         | 0                             | 2                                    | 1                    | 1                             |
| Женски | 0                         | 0                             | 0                                    | 2                    | 5                             |
| Укупно | 0                         | 0                             | 2                                    | 3                    | 6                             |
|        |                           |                               |                                      |                      |                               |
| Пол    | Остале услужне активности | Приватна домаћинства          | Екстериторијалне организације и тела | Непознато            | Непознато                     |
| Мушки  | 1                         | 0                             | 0                                    | 6                    | 6                             |
| Женски | 2                         | 0                             | 0                                    | 2                    | 2                             |
| Укупно | 3                         | 0                             | 0                                    | 8                    | 8                             |

Податке о насељима сакупио МИОДРАГ ВЕЛОЈИЋ, дипл. географ
радник Историјског архива Неготин